# Sahel Football Club
Maillots
Le Sahel FC est un club de football camerounais basé à Maroua.

## Histoire
Le club évolue en première division pendant trois saisons consécutives, de 2005 à 2007. Il se classe cinquième du championnat en 2005, ce qui constitue sa meilleure performance. Depuis lors le club n'a plus retrouvé la division Élite.